# میان‌پرده (بازی‌های ویدئویی)

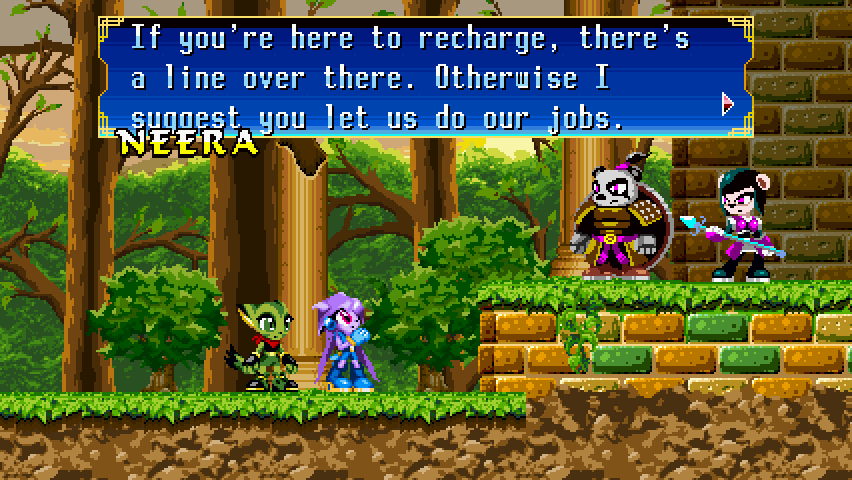
در یکی از میان پرده های بازی، شخصیت های لیلاک و کارول با مقامات دولتی ژنرال گونگ و نیرا صحبت می کنند.

میان پرده یا صحنه برش یا صحنه قطع (به انگلیسی: Cut scene) در بازی‌های ویدئویی یک صحنه سینمایی کوتاه است که در حین بازی پخش می‌شود و روند بازی را قطع می‌کند. بازیکن در حین پخش میان پرده، کنترلی بر جریان بازی ندارد یا در برخی بازی‌ها به او کنترل کمی برای مقداری دخالت در روند فیلمی که پخش می‌شود می‌دهند مانند افزایش سرعت پخش یا رد کردن صحنه.
هدف از گنجاندن میان پرده در بازی‌ها، پیش بردن داستان، معرفی چهره‌های جدید در بازی، دادن اطلاعات و سوابق بیشتر در مورد داستان و ارائه سرنخ‌های جدید است.
در برخی بازی‌ها برای بیکار ننشستن بازی‌بازان طی میان پرده از آن‌ها خواسته می‌شود دکمه‌هایی را به موقع و به ترتیب فشار بدهند که به این امر اصطلاحاً رویداد فوری می‌گویند.